# Toxotes blythii
Toxotes blythii és una espècie de peix de la família dels toxòtids i de l'ordre dels perciformes.

## Descripció
Fa 15 cm de llargària màxima. Temps enrere, es pensava que aquesta espècie era idèntica a Toxotes microlepis però les diferències estructurals i de coloració entre l'una i l'altra van aconsellar elevar T. blythii a la categoria de nova espècie.

## Reproducció
Els peixos arquers no presenten dimorfisme sexual, però, a banda d'això, la biologia reproductiva d'aquesta espècie és encara un misteri. Les espècies d'aquest gènere i d'aigües salabroses neden fins als esculls de corall per fresar-hi, però, probablement, no és el cas de T. blythii per ésser d'aigua dolça.

## Alimentació
En estat salvatge menja principalment insectes, aranyes, crustacis i peixets, mentre que en captivitat es nodreix de tota mena d'aliments secs i congelats.

## Hàbitat i distribució geogràfica
És un peix d'aigua dolça, pelàgic, amfídrom i de clima tropical, el qual viu a Myanmar (la divisió de Tanintharyi i els estuaris i els cursos inferiors de les conques dels rius Salween, Sittang i Irauadi) i, probablement també, Tailàndia.

## Principals amenaces
La principal amenaça per a la seua conservació és la sobrepesca potencial que pateix amb destinació al mercat internacional de peixos d'aquari.

## Vida en captivitat
En captivitat és millor tindre'l en grups de tres o més espècimens, ja que les potencials agressions dins d'un grup així acostumen a minvar i no ocasionaran cap dany seriós, mentre que en parelles sovint passa que l'exemplar dominant intimida el més petit fins a la mort. Els exemplars solitaris són una mica tímids i nerviosos, encara que això dependrà en gran manera també dels seus altres companys d'aquari (en especial, si són bulliciosos i agressius, o, en canvi, prou petits com per a ésser empassats, ja que els peixos arquers poden menjar preses fins a la meitat de la seua mida). Les espècies més adients per a compartir un aquari amb aquesta espècie inclourien loricàrids, cíclids sud-americans, Melanotaenia fluviatilis i bòties pallassos.

## Observacions
És inofensiu per als humans i durant molts anys ha estat conegut només per dibuixos i fotos. Darrerement ha aparegut en les llistes dels peixos comercialitzats per exportadors del sud-est asiàtic (tot i que prové d'una àrea molt limitada de Myanmar) i a les botigues de peixos ornamentals de la Gran Bretanya es venia per 84,95 lliures esterlines l'any 2011.